# 6529 Rhoads
6529 Rhoads eller 1993 XR2 är en asteroid i huvudbältet som upptäcktes 14 december 1993 av Palomar-observatoriet. Den är uppkallad efter R. Rhoads Stephenson.
Asteroiden har en diameter på ungefär 4 kilometer.